# Joaquim Veà Baró
Pour les articles homonymes, voir Baro (homonymie).
 (décembre 2019).
Si vous disposez d'ouvrages ou d'articles de référence ou si vous connaissez des sites web de qualité traitant du thème abordé ici, merci de compléter l'article en donnant les références utiles à sa vérifiabilité et en les liant à la section « Notes et références ».
Joaquim Josep Veà Baró, né le 11 octobre 1958 dans le quartier de Sant Andreu del Palomar, Barcelone, et mort dans la même ville le 23 février 2016, est un scientifique et primatologue catalan.
Il est le disciple de Jordi Sabater Pi, professeur de psychobiologie à l'université de Barcelone et directeur du Centre spécial d'investigation de primates de la même université. Ses recherches dans les forêts du Zaïre et de Veracruz sont centrées sur les relations entre l'environnement et le comportement des primates non humains dans la nature, ainsi que sur les changements produits dans ces relations par l'activité humaine.
Il meurt à Barcelone le 23 février 2016 d'un cancer.